# Плаксин, Василий Денисович
Василий Денисович Плаксин (21 декабря 1921, Самара — 10 января 1992) — советский военнослужащий, заслуженный лётчик-испытатель СССР (1966), капитан (1969).

## Профессиональная биография
В 1939 году закончил 9 классов общеобразовательной школы, прошёл подготовку в Куйбышевском аэроклубе и с февраля 1940 года начал службу в вооружённых силах. В 1941 году окончил Чкаловскую ВАШЛ в городе Оренбурге, служил в частях военно-воздушных сил СССР Среднеазиатского военного округа. Во время Великой Отечественной войны с июля 1942 по февраль 1943 года воевал лётчиком 628-го истребительного авиационного полка на Северо-Кавказском фронте, затем с марта по октябрь 1943 года — лётчиком 488-го истребительного авиационного полка в ПВО города Москва. Принимая участие в Битве за Кавказ и обеспечивая противовоздушную оборону городов Москва и Баку совершил 10 боевых вылетов на истребителях И-16, Як-1 и «Харрикейн».
С окончанием войны некоторое время продолжил службу в авиации ПВО Северо-Западного военного округа пока в августе 1946 года не уволился в запас. В 1947 году работал монтёром на заводе № 13 в Самаре, в 1948 году — диспетчер Ферганского аэропорта (Киргизия). С 1948 по 1950 год летал пилотом Ташкентского управления гражданской авиации СССР. С 1950 по 1951 год работал лётчиком транспортного отряда Лётно-исследовательского института имени М. М. Громова. С 1952 по 1956 год прошёл обучение на курсах лётчиков-испытателей ШЛИ.
Лётно-испытательной работе в Лётно-исследовательском институте посвятил более четверти века — с мая 1951 по февраль 1978 годы. Участвовал в испытаниях силовых установок АМ-11 на Ту-4ЛЛ (1955), М16-15 на Ту-16ЛЛ (1957), НК-12МВ на Ту-95М (1959), РД16-15 на Ту-16Б (1960), самолётов Ту-95 и Ту-144, выполнял ряд испытательных программ, связанных с тематикой института, по машинам Ил-62, Ил-76, Ту-126, Ту-154.
Долгое время жил в городе Жуковский (Московская область). В 1978 году перешёл на работу диспетчером в Лётно-исследовательском институте.
Умер в 10 января 1992 года, похоронен в посёлке Ермолино (Боровский район, Калужская область).

## Награды и звания
- заслуженный лётчик-испытатель СССР (9.06.1966)[1][2],
- орден Красного Знамени (21.08.1964)[1][2],
- орден Отечественной войны 2-й степени (11.03.1985)[1][2],
- орден Красной Звезды (14.06.1945)[1][2],
- медали[1][2].